# Кошкино (посёлок, Советский район)
Кошкино — упразднённый в 1968 году посёлок в Советском районе Кировской области России. На год упразднения входила в состав Смоленцевский сельсовет. Вошёл в состав города Советска, ныне улица Восточная.

## География
Посёлок находился в южной части области, в зоне хвойно-широколиственных лесов, по реке Кукарка.

### Географическое положение
В радиусе трёх километров:
- завод Кирпичный завод (→ 0.5 км)
- д. Смоленцево (↑ 0.7 км)
- поч. Рыков Малый (↙ 1.1 км)
- поч. Кожевинcкий (↑ 1.3 км)
- д. Шарово (↙ 1.3 км)
- поч. Томинский (↓ 1.3 км)
- д. Подмонастырская Слободка (↑ 1.8 км)
- д. Епимахово (↓ 2.3 км)
- д. Самоделкино (↗ 2.3 км)
- д. Ташово (↗ 2.3 км)
- д. Жучково (↓ 2.5 км)
- поч. Рыково (↓ ≈2.5 км)
- пос. Зелёный (↘ 2.8 км)
- д. Грехово (↗ 2.9 км)
- д. Кокур (↘ 2.9 км)
- д. Печёнкино (↖ 3 км)

## Климат
Климат характеризуется как умерено континентальный, с тёплым летом и холодной длительной зимой. Среднегодовая температура — 2 — 2,3 °C. Средняя температура воздуха самого холодного месяца (января) составляет −14 °C; самого тёплого месяца (июля) — 18,2 — 18,3 °C. Период с отрицательными температурами длится около 160 дней. Годовое количество атмосферных осадков — 530—550 мм.

## Топоним
Известна в 18 веке под описательным названием В новопоселенном починке Негодине. В 19 веке, в 1926 году известен как Негодин (Кошкин). Настоящее название утвердилось к 1939 году.

## История
Поселение упоминается впервые в документах	3‑я ревизии, РГАДА 350-2-1167, 1762—1764 г. под датой 3 февраля 1764. Населённый пункт входил: Казанская губерния, Казанская провинция, Казанский уезд, Алатская дорога, Кукарская дворцовая волость. Проживали дворцовые крестьяне.
Снят с учёта 11.11.1968 Решением Кировского облсовета от 11.11.1968.

## Население
К 1764 году 14 жителей, к 1873 году — 118 чел., в 1905 году — 160, в 1926 г. — 115, в 1950 г. — 81.

### Половой состав
К 1764 году учтено 9 мужчин, 5 женщин. По «Списку населённых мест Вятской губернии 1859—1873 гг.» 50 мужчин, 68 женщин. К 1905 году — по 80 мужчин и женщин

## Инфраструктура
Было личное подсобное хозяйство. К 1873 году — 7 дворов, в 1905 — 21 двор, в 1926 и 1950 г.г. — 19.

## Транспорт
«Список населённых мест Вятской губернии 1859—1873 гг.» описывал починок «от Уржумского тракта на Востоке до границы уезда, по проселочным дорогам».